# Jean-Baptiste Oudry
Jean-Baptiste Oudry (født 17. marts 1689 i Paris, død 30. april 1755 i Beauvais) var en fransk maler. 
Jean-Baptiste Oudry, der var elev af faderen Jacques Oudry og Nicolas de Largillière, begyndte som historie-, landskabs- og portrætmaler (stort portræt af tsar Peter I), men fandt efterhånden sit rette felt i dyr-, særlig jagtstykket, som gerne maledes i ret stort format, med udmærket sans for dekorativ virkning og landskabskarakteren (eksempel: Avlsgården i Louvre). Ved sin naturfriskhed viser Oudry frem mod senere tids kunst. Hans ferme forherligelse af jagtlivet var naturligvis velset ved hoffet, han var Ludvig XV's hofmaler, blev akademimedlem 1719, arbejdede for hertugen af Mecklenburg-Schwerin (en stor mængde billeder ses endnu i Schwerins samling) og andre. Mange arbejder i kunstmuseer (Louvre, Fontainebleau og franske provinssamlinger, Stockholm, 8 arbejder etc.; i Kunstmuseet i København Rovfugl slår ned på ænder, Løvehoved i Gavnøsamlingen). Oudry var fra 1734 knyttet til tapetmanufakturen i Beauvais og bidrog til dens genrejsning efter en forfaldsperiode; han udførte selv mange mønstre, elegante og festlige farve og figurkompositioner: jagt-, Molièreske scener (omtalt i Terkel Klevenfeldts memoirer), men fik senere tilkaldt Boucher og Natoire. Forgæves søgte man Oudry indkaldt til Danmark. Hans raderede blade er beskrevne i Robert-Dumesnils Peintre graveur français.